# Mittaghorn (Alpy Berneńskie)
Mittaghorn – szczyt w Alpach Berneńskich, części Alp Zachodnich. Leży w Szwajcarii w kantonach Valais i Berno. Należy do głównego łańcucha Alp Berneńskich. Można go zdobyć ze schroniska Schmadrihütte (2262 m) lub Hollandiahütte (3238 m).